# KKR 03
KKR 03 هيَ مجرة غير منتظمة قزمة تَقع على بُعد 6.4 مليون سنة ضوئية (1.97 مليون فرسخ فلكي) عن كوكب الأرض، وتقع هذه المجرة ضمن كوكبة السلوقيان. يبلغ القدر الظاهري لهذه المجرة -10.85، وتقع على الحافة الداخلية لمجموعة مجرات السلوقيان 1.